# Susan Damante Shaw
Susan Damante, née le 17 juin 1950 à Palo Alto (Californie), est une actrice américaine.

## Biographie
Ses parents sont Vincent et Marjorie Damante. Son père est d'origine italienne et sa mère est d'origine suédoise et irlandaise. Elle étudie au Woodside High School et au Canada College. Elle amorce sa carrière de comédienne en jouant au théâtre à San Francisco. 
Elle est l'épouse de Larry Shaw du 1er juin 1974 au 11 août 2004. Elle est la mère de Vinessa Shaw et Natalie Shaw, toutes deux actrices.

## Filmographie

### Au cinéma
- 1972 : Blood Sabbath : Yyalah
- 1973 : The Student Teachers : Rachel Burton
- 1974 : The Photographer : Quinn Lovette
- 1975 : Les Robinson dans les Rocheuses (The Adventures of the Wilderness Family) : Pat Robinson
- 1978 : Further Adventures of the Wilderness Family : Pat Robinson
- 1979 : Mountain Family Robinson : Pat Robinson
- 1982 : Ladybugs : première femme sidéenne

### À la télévision
- 1972 : Emergency! (en) (série TV) : Women, épisode 9, saison 2 : voisine de Harvey Gibbs
- 1974 : L'Homme de fer (Ironside) : Amy Prentiss: Part 1, épisode 23, saison 7 : Lori Brecken
- 1974 : 200 dollars plus les frais (The Rockford Files) (série TV) : Tall Woman in Red Wagon, épisode 5, saison 1 : Charlotte Duskey
- 1975 : Columbo : Eaux troubles (Troubled Waters) (série télévisée) : Melissa
- 1986 : Sous le signe du faucon (Falcon Crest) (série télévisée) - 3 épisodes : Ann Brixie